# Улица Кызыл Татарстан (Казань)
Улица Кызыл Татарстан (Кзыл-Татарстан, тат. Кызыл Татарстан урамы, Qızıl Tatarstan uramı) — улица в историческом районе Ново-Татарская слобода Вахитовского района Казани. 

## География
Начинаясь от железной дороги у станции Вахитово, пересекает улицу Мазита Гафури и заканчивается пересечением с улицей Меховщиков. Ближайшие параллельные улицы: Эш Урам и Ирек.

## История
Улица возникла не позднее 1-й половины XIX века. До революции носила название 4-я Поперечная или 4-я Поперечно-Симбирская и относилась к 5-й полицейской части г. Казани. 2 ноября 1927 года получила современное название.
В первые годы советской власти административно относилась к 5-й части города; после введения в городе административных районов относилась к Сталинскому (с 1956 года Приволжскому, 1935–1973), Бауманскому (1973–1994) и Вахитовскому (с 1994 года) районам.
На 1939 год на улице имелось около 25 домовладений: №№ 1/64–17/36 по нечётной стороне и №№ 2/62–30/34 по чётной.
В середине 1950-х годов часть домов на улице была перенесена в связи с попаданием в зону затопления Куйбышевского водохранилища.

## Примечательные объекты
- № 3 (снесено) — бывшее общежитие завода «Точмаш». В этом доме располагалось почтовое отделение № 23.[19][20]
- № 20 — Белая мечеть.

В середине XX века на улице располагались механический завод Казмехкомбината (дом № 12), школа № 35 (в годы раздельного обучения — женская школа, дом № 18, позже № 20, в 1990 году на её основе создана татарская гимназия № 1).

## Транспорт
На пересечении улиц Кызыл Татарстан и Меховщиков находится остановка «Мехобъединение». Также в районе этого перекрёстка располагалось трамвайное разворотное кольцо, на котором останавливались трамваи № 6, № 22, № 23.